# Призор (студио)
Призор, или пуним именом Уметничка радионица за позориште, филм, радио и телевизију — Призор је српска уметничка радионица која се бави стварањем ТВ серија и представа, као и синхронизацијом анимираног и играног садржаја. Призор је такође прва приватна агенција за продукцију сценских програма у бившој СФРЈ.

## Филмографија
- ???? - Шта се ради на естради
- ???? - Аризани
- ???? - Ало 'ође мобилни
- ???? - Од Токија до Милвокија
- ???? - Кафић Вицко
- ???? - Биће боље
- 1998. - Тапијева школа сликања
- 2000. - Приче из Бео-зоо врта
- 2000. - Улица добре воље
- 2001. - Секс бомба
- 2002. - Призори из брачног живота
- 2002-2003. - Хотел са 7 звездица
- 2006. - Жена с грешком
- 2006. - Народни учитељ
- 2007. - Јавља ми се из дубине душе

## Сарадња

### ТВ канали
- А1 ТВ
- Б92
- ТВ Јагодина
- ТВ Ритам
- ТВ Мини
- ТВ5 Ужице
- ТВ Сунце
- ТВ Супер Сат
- Фан ТВ
- КА ТВ
- РТК Краљево
- РТВ Пинк
- Пинк кидс
- Пинк супер кидс
- Пинк 2
- БК ТВ
- ТВ Ултра
- Хепи ТВ
- ТВ Кошава
- Фокс телевизија
- Прва ТВ
- Дечија ТВ
- Тропик ТВ
- РТС
- РТВ
- РТРС
- РТЦГ
- ТВ Пирот
- Синеманија
- Kaзбука
- Студио Б
- ДТВ 3М Крагујевац
- Канал Д
- ТВ Палма Плус

### Компаније
- Центар филм
- Маг Плус

### Покровитељство
- Саборна црква у Београду

## Синхронизације
Студио Призор се бави ТВ, биоскопским, VHS и DVD синхронизацијама. Био је један од најактивнијих студија у Србији и региону.
| Година     | Наслов                                                | Емитовање                                                                 |
| ---------- | ----------------------------------------------------- | ------------------------------------------------------------------------- |
| ????       | Ноди                                                  | РТС 1 РТВ Пинк                                                            |
| ????       | Тајна блага Мачу Пикчуа                               | ( премијера)                                                              |
| ????       | Анђелчићев Ускрс                                      | -                                                                         |
| ????       | Вили — летећи џип                                     | ( премијера)                                                              |
| 1996.      | Старла и јахачи драгуља                               | ( премијера) Студио Б РТС 2 ТВ5 Ужице ТВ Сунце                            |
| 1997.      | Небески јахачи                                        | Студио Б (дечији канал Бонарт)                                            |
| 1998.      | Магичне авантуре Квазимода                            | Студио Б (дечији канал Бонарт)                                            |
| 1999.      | Горштак: Анимирана серија                             | Студио Б (дечији канал Бонарт) ДТВ 3М Крагујевац                          |
| 1999—2001. | Млади мутанти нинџа корњаче (1987) (1, 3-7, 9 сезона) | РТВ Пинк ТВ Јагодина ТВ Ритам РТК Краљево Фан ТВ                          |
| 2002.      | Дух из бундеве                                        | ( премијера) ( премијера)                                                 |
| 2002.      | Чаробњак из Оза                                       | ( премијера) Хепи ТВ ТВ Пирот БК ТВ Пинк кидс                             |
| 2002.      | Касперове божићне враголије                           | ( премијера) Хепи ТВ Пинк кидс                                            |
| 2002.      | Ћуп - приче са истока                                 | ( премијера)                                                              |
| 2003.      | Звончићи                                              | ( премијера) Хепи ТВ Пинк кидс                                            |
| 2003.      | Легенда о Титанику                                    | ( премијера) ( премијера)                                                 |
| 2003.      | Прича о змајевом репу                                 | ( премијера) ( премијера) Б92                                             |
| 2003.      | Рокенрол Враголани                                    | ( премијера) Пинк кидс                                                    |
| 2003.      | Божићно дрво                                          | ( премијера) Хепи ТВ Пинк кидс                                            |
| 2003.      | Желимо вам срећан Божић                               | ( премијера) Хепи ТВ Пинк кидс                                            |
| 2003.      | Магични пудинг                                        | ( премијера)                                                              |
| 2003.      | Краљ: Прича о краљу Давиду                            | ( премијера) Пинк кидс                                                    |
| 2003—2004. | Пипи дуга чарапа                                      | РТС 2 Хепи ТВ                                                             |
| 2003.      | Коко Бил                                              | РТС 2                                                                     |
| 2003.      | Пингвин Пинго                                         | ( премијера) Пинк кидс                                                    |
| 2003.      | Златокоса и три медведа                               | ( премијера)                                                              |
| 2003.      | Три мускетара                                         | ( премијера) Пинк кидс                                                    |
| 2003.      | Бајке о бах ла баху                                   | ( премијера)                                                              |
| 2003.      | Сандокан                                              | ( премијера)                                                              |
| 2003.      | Гладијаторска академија (серија)                      | ( премијера) Пинк кидс                                                    |
| 2003.      | Три мудраца                                           | ( премијера) ( премијера)                                                 |
| 2003.      | Ружно Паче: Филм                                      | ( премијера)                                                              |
| 2003.      | Сви пси иду у рај                                     | ( премијера)                                                              |
| 2003.      | Авантуре из књиге врлина                              | ( премијера) Хепи ТВ Пинк 2 Пинк кидс                                     |
| 2003.      | Палчица (1993)                                        | ( премијера)                                                              |
| 2003.      | Путовања мачка у чизмама                              | ( премијера)                                                              |
| 2003.      | Пустоловине Хаклбери Фина                             | ( премијера) Хепи ТВ Пинк кидс                                            |
| 2003.      | Ветар у врбаку (1995)                                 | ( премијера)                                                              |
| 2003.      | Авантуре у галаксији Oз                               | ( премијера) Пинк кидс                                                    |
| 2004.      | Мала сирена                                           | ( премијера) Хепи ТВ Пинк кидс                                            |
| 2004.      | Бен Хур: Прича о Исусу                                | ( премијера) Пинк кидс                                                    |
| 2004.      | Златокоса у зачараној шуми                            | ( премијера) Пинк кидс                                                    |
| 2004.      | Острво црног гусара                                   | (биоскоп)                                                                 |
| 2004.      | Библијске приче                                       | ( премијера, под покровитељству Саборне цркве у Београду) РТС 2 Пинк кидс |
| 2004.      | Палчица (1993)                                        | ( премијера) Хепи ТВ Пинк кидс                                            |
| 2005.      | Астерикс Гал                                          | ( премијера)                                                              |
| 2005.      | Астерикс и Клеопатра                                  | ( премијера)                                                              |
| 2005.      | Астерикс и 12 Задатака                                | ( премијера)                                                              |
| 2005.      | Астерикс и Велика битка                               | ( премијера)                                                              |
| 2005.      | Мачак Феликс спасава Божић                            | ( премијера) Хепи ТВ                                                      |
| 2005—2010. | Симсала Грим                                          | ( премијера) КА ТВ                                                        |
| 2005.      | Тролови! Чудесна авантура                             | (биоскоп)                                                                 |
| 2005.      | Талични Том: Балада о Далтонима                       | ( премијера) РТВ Пинк                                                     |
| 2005.      | Дартањан: Сви за једног и један за све                | ( премијера)                                                              |
| 2005.      | Деда Мраз и три медведа                               | ( премијера)                                                              |
| 2006.      | Џек Фрост                                             | ( премијера) Пинк кидс                                                    |
| 2006.      | Хуго из џунгле — велика филмска звезда                | ( премијера) Пинк кидс                                                    |
| 2006.      | Другари                                               | ( премијера) Пинк кидс                                                    |
| 2006.      | Ко је сместио Црвенкапи                               | ( премијера) Б92 Пинк кидс                                                |
| 2006.      | Повратак на острво са благом                          | ( премијера)                                                              |
| 2006.      | Бадње вече                                            | ( премијера)                                                              |
| 2006.      | Воз снова                                             | ( премијера)                                                              |
| 2006.      | Животињски меч                                        | ( премијера)                                                              |
| 2006.      | Астерикс и Викинзи                                    | ( премијера)                                                              |
| 2006.      | Ајрон-мен                                             | ( премијера)                                                              |
| 2006.      | Алиса у земљи иза огледала                            | ( премијера) Пинк кидс                                                    |
| 2006.      | Брачне воде                                           | Фокс телевизија                                                           |
| 2006.      | Вили Фог Пут у средиште Земље                         | ( премијера)                                                              |
| 2006.      | Вили Фог Пут око света за 80 дана                     | ( премијера)                                                              |
| 2006.      | Вили Фог 20.000 миља под морем                        | ( премијера)                                                              |
| 2006.      | Замак на небу                                         | ( премијера) Б92 Пинк кидс                                                |
| 2006.      | Зачарани град                                         | ( премијера) Б92 Пинк кидс                                                |
| 2006.      | Званична правила фудбала                              | ( премијера)                                                              |
| 2006.      | Икс-мени                                              | ( премијера)                                                              |
| 2006.      | Јоланда тајна црне руже                               | ( премијера) Хепи ТВ Пинк кидс                                            |
| 2006.      | Краљевство мачака                                     | ( премијера) Б92 Пинк кидс                                                |
| 2006.      | Краљ и Птица                                          | ( премијера) Б92 Пинк кидс                                                |
| 2006.      | Круголина: Градски мишеви                             | ( премијера)                                                              |
| 2006.      | Круголина: Мали велики миш                            | ( премијера)                                                              |
| 2006.      | Круголина: Мишеви и љубав                             | ( премијера)                                                              |
| 2006.      | Легенда о Парви                                       | ( премијера)                                                              |
| 2006.      | Мој комшија Тоторо                                    | ( премијера) Б92 Пинк кидс                                                |
| 2006.      | Мушки свет                                            | Студио Б ТВ Кошава                                                        |
| 2006.      | Индијска царства: Потрага за благом                   | ( премијера)                                                              |
| 2006.      | Мумије Инка: Тајна изгубљеног света                   | ( премијера)                                                              |
| 2006.      | Небеска чудовишта                                     | ( премијера)                                                              |
| 2006.      | Неиспричане приче из Другог светског рата             | ( премијера)                                                              |
| 2006.      | Откривена тајна Да Винчијевог кода                    | ( премијера)                                                              |
| 2006.      | Трка са смртоносним грипом                            | ( премијера)                                                              |
| 2006.      | Трагачи за благом: Тибет - забрањено краљевство       | ( премијера)                                                              |
| 2006.      | Тутанкамоново проклетство                             | ( премијера)                                                              |
| 2006.      | Чељусти: Смртоносни инстинкти                         | ( премијера)                                                              |
| 2006.      | Унутар пентагона                                      | ( премијера)                                                              |
| 2006.      | Пирамиде смрти                                        | ( премијера)                                                              |
| 2006.      | Јеванђеље по Јуди                                     | ( премијера)                                                              |
| 2006.      | Супер крокодил                                        | ( премијера)                                                              |
| 2006.      | Мистериозни нестанак царства Маја                     | ( премијера)                                                              |
| 2006.      | Господари леда                                        | ( премијера)                                                              |
| 2006.      | Свемир: Коначно одредиште                             | ( премијера)                                                              |
| 2006.      | Патуљасти људи са Флореса                             | ( премијера)                                                              |
| 2006.      | Лов на Хитлерове научнике                             | ( премијера)                                                              |
| 2006.      | Изгубљене подморнице: Нестанак с радара               | ( премијера)                                                              |
| 2006.      | Покемон заувек: Селеби — глас шуме                    | ( премијера)                                                              |
| 2006.      | Покемон: судбина Деоксиса                             | ( премијера)                                                              |
| 2006.      | Порко Росо                                            | ( премијера) Б92 Пинк кидс                                                |
| 2006—2008. | Пчелица Маја                                          | ( премијера)                                                              |
| 2006.      | Чудесни подвизи младог Херкула                        | ( премијера)                                                              |
| 2006.      | Рекордери дивљине                                     | ( премијера)                                                              |
| 2006.      | Спајдермен (1 сезона)                                 | ( премијера)                                                              |
| 2006.      | Кирику против дивљих животиња                         | ( премијера) РТС 1 Б92 Пинк кидс                                          |
| 2006.      | Тајно оружје                                          | ( премијера)                                                              |
| 2006.      | Конан пустолов                                        | ( премијера)                                                              |
| 2006.      | Фантађиро - потрага за Kуорумом                       | ( премијера) Хепи ТВ                                                      |
| 2006.      | Мој мали пони: Весели рођендан                        | ( премијера) Хепи ТВ                                                      |
| 2006.      | Мој мали пони: Принцезина променада                   | ( премијера) Хепи ТВ                                                      |
| 2006.      | Чупко: Божићна песма                                  | ( премијера)                                                              |
| 2006.      | Несаломиви против Ал Мацонеа                          | ( премијера)                                                              |
| 2006.      | Спаркијев магични клавир                              | ( премијера) Пинк кидс                                                    |
| 2007.      | Прасетове лагарије                                    | ( премијера)                                                              |
| 2007.      | Мон Кол Витезови                                      | ( премијера)                                                              |
| 2007.      | Морнар Попај                                          | ( премијера)                                                              |
| 2007.      | Каспер - пријатељски дух                              | ( премијера)                                                              |
| 2007.      | Супермен                                              | ( премијера)                                                              |
| 2007.      | Супер миш                                             | ( премијера)                                                              |
| 2007.      | Срећне мелодије                                       | ( премијера)                                                              |
| 2007.      | Шашава дружина                                        | ( премијера)                                                              |
| 2007.      | Том и Џери                                            | ( премијера)                                                              |
| 2007.      | Мала Лулу                                             | ( премијера)                                                              |
| 2007.      | Пера Детлић                                           | ( премијера)                                                              |
| 2007.      | Новелтунс                                             | ( премијера)                                                              |
| 2007.      | Скурен сонгс                                          | ( премијера)                                                              |
| 2007.      | Мачак Феликс                                          | ( премијера)                                                              |
| 2007.      | Жабац Флип                                            | ( премијера)                                                              |
| 2007.      | Велики добри џин (1989)                               | ( премијера) Б92 Пинк кидс                                                |
| 2007.      | Рај - краљ са дрвеним мачем                           | ( премијера)                                                              |
| 2007.      | Зип и Зап                                             | ( премијера)                                                              |
| 2007.      | Баџи - мали хеликоптер                                | ( премијера)                                                              |
| 2007.      | Авантуре Палчића и Палчице                            | ( премијера)                                                              |
| 2007.      | Анђелчић                                              | ( премијера)                                                              |
| 2007.      | Нико                                                  | ( премијера) Пинк кидс                                                    |
| 2007.      | Дон Кихот: Магарећа посла                             | ( премијера)                                                              |
| 2007.      | Гладијаторска академија (филм)                        | ( премијера)                                                              |
| 2007.      | Жапчићи у акцији                                      | ( премијера) Пинк кидс                                                    |
| 2007.      | Живот једног Мрава                                    | ( премијера)                                                              |
| 2007.      | Зец Гребит                                            | ( премијера)                                                              |
| 2007.      | Пустоловине Маје и Марка                              | ( премијера) РТС 2                                                        |
| 2007.      | Спаркијева велика авантура                            | ( премијера)                                                              |
| 2007.      | Клаудијин ресторан                                    | ( премијера)                                                              |
| 2007.      | Мијау                                                 | ( премијера)                                                              |
| 2007.      | Пом Поко                                              | ( премијера) Пинк кидс                                                    |
| 2007.      | Пустоловине Мале сирене                               | ( премијера)                                                              |
| 2007.      | Трансформерси: Генерација 2                           | ( премијера)                                                              |
| 2007.      | Туба Тубић                                            | ( премијера) Хепи ТВ Пинк кидс                                            |
| 2007.      | Путовање на запад: Легенда о краљу мајмуна            | ( премијера)                                                              |
| 2007.      | Рат птица                                             | ( премијера)                                                              |
| 2007.      | Телетабиси специјали                                  | ( премијера)                                                              |
| 2007.      | Пси милионери                                         | ( премијера)                                                              |
| 2007.      | Џимбо и Џет-Сет                                       | ( премијера)                                                              |
| 2007.      | Бил Сањар                                             | ( премијера)                                                              |
| 2007.      | Лоте из Изумграда                                     | (биоскоп) Б92                                                             |
| 2007.      | Корњача Френклин и језеро с благом                    | (биоскоп)                                                                 |
| 2007.      | Импијево острво                                       | (биоскоп)                                                                 |
| 2007.      | Патуљци - Зимска авантура                             | ( премијера)                                                              |
| 2008.      | Попајино путовање: потрага за Папијем                 | ( премијера)                                                              |
| 2008.      | Божићна вила                                          | ( премијера)                                                              |
| 2008.      | Легенда о Атлантиди                                   | ( премијера)                                                              |
| 2008.      | Породица Нес                                          | ( премијера)                                                              |
| 2008.      | Бети Буп                                              | ( премијера)                                                              |
| 2008.      | Анастасија                                            | ( премијера)                                                              |
| 2008.      | Снежана                                               | ( премијера)                                                              |
| 2008.      | Острво са благом                                      | ( премијера)                                                              |
| 2008.      | Тарзан                                                | ( премијера)                                                              |
| 2008.      | Звонар Богородичине цркве                             | ( премијера)                                                              |
| 2008.      | Покахонтас                                            | ( премијера)                                                              |
| 2008.      | Херкул                                                | ( премијера)                                                              |
| 2008.      | Гуливерова путовања                                   | ( премијера)                                                              |
| 2008.      | Краљ џунгле                                           | ( премијера)                                                              |
| 2008.      | Краљевић и просјак                                    | ( премијера)                                                              |
| 2008.      | Лепотица и звер                                       | ( премијера)                                                              |
| 2008.      | Принцезин дворац                                      | ( премијера)                                                              |
| 2008.      | Пустоловине једног зеца                               | ( премијера)                                                              |
| 2008.      | Црвене ципелице                                       | ( премијера)                                                              |
| 2008.      | Палчић и Палчица                                      | ( премијера)                                                              |
| 2008.      | Мачак у чизмама                                       | ( премијера) Пинк кидс                                                    |
| 2008.      | Чудо у земљи играчака                                 | ( премијера)                                                              |
| 2008.      | Авантуре гусенице Карлоса                             | ( премијера) Синеманија Канал Д Пинк кидс                                 |
| 2008.      | Обан: Звездани тркачи                                 | Фокс телевизија                                                           |
| 2008.      | Ружно паче и ја                                       | (биоскоп)                                                                 |
| 2008.      | Чаробњак из Оза: Озма                                 | ( премијера) Пинк кидс                                                    |
| 2008.      | Чаробњак из Оза: Смарагдни град                       | ( премијера) Пинк кидс                                                    |
| 2008.      | Чаробњак из Оза: Чудесни чаробњак из Оза              | ( премијера) Пинк кидс                                                    |
| 2008.      | Шимпанзе у свемиру                                    | ( премијера)                                                              |
| 2008.      | Три мускетара (1986)                                  | ( премијера) Хепи ТВ Пинк кидс                                            |
| 2008.      | Лиси и уврнути владар                                 | (биоскоп)                                                                 |
| 2008.      | Шашави становници Ноктурне                            | (биоскоп)                                                                 |
| 2008.      | Макс и дружина                                        | (биоскоп)                                                                 |
| 2008.      | Нико и пут ка звездама                                | (биоскоп)                                                                 |
| 2008.      | Необична зубић вила                                   | ( премијера)                                                              |
| 2008.      | Ђоле из џунгле                                        | (биоскоп)                                                                 |
| 2008.      | Ђоле из џунгле (цртана серија)                        | РТС 2                                                                     |
| 2008.      | Супер Марио браћа 3                                   | -                                                                         |
| 2009.      | Андерсенове бајке                                     | ( премијера) РТС 2                                                        |
| 2009.      | Мојсије - принц Египта                                | ( премијера)                                                              |
| 2009.      | Артур и Малтазарова освета                            | (биоскоп) Прва ТВ Пинк кидс                                               |
| 2009.      | Магија Винкс: Тајна изгубљеног краљевства             | (биоскоп) Пинк кидс                                                       |
| 2009.      | Нуки, Пако и Лола                                     | Ултра Мини Ултра Пинк кидс                                                |
| 2009.      | Крзнена вила-зубић 2                                  | (биоскоп)                                                                 |
| 2009.      | Миа и Мигу                                            | (биоскоп)                                                                 |
| 2009.      | Принц Валијант                                        | ( премијера)                                                              |
| 2009.      | Денис напаст                                          | ( премијера)                                                              |
| 2009.      | Супер Марио браћа                                     | ( премијера)                                                              |
| 2009.      | Животиње из дивљине                                   | ( премијера)                                                              |
| 2009.      | Мали истраживачи                                      | ( премијера)                                                              |
| 2009.      | Чудесно путовање једне корњаче                        | (биоскоп)                                                                 |
| 2009.      | Сунашце Бери                                          | (биоскоп)                                                                 |
| 2009.      | Велика авантура малог диносауруса                     | (биоскоп)                                                                 |
| 2009.      | Донер - мали ирвас                                    | ( премијера)                                                              |
| 2010.      | Чича мича (не)срећна је прича 2 - Снежана             | ( премијера)                                                              |
| 2010.      | Артур 3: Рат два света                                | (биоскоп) Прва ТВ Пинк кидс                                               |
| 2010.      | Мачка у Паризу                                        | (биоскоп) РТС 1 РТС 2 РТВ 1 Синеманија                                    |
| 2010.      | Чудесни свет лекције из географије                    | РТВ 1 ТВ Палма Плус                                                       |
| 2010.      | Аладинове авантуре                                    | РТВ 1 ТВ Палма Плус                                                       |
| 2010.      | Алфа и Омега                                          | (биоскоп) Б92 Пинк кидс                                                   |
| 2010.      | Магична вртешка                                       | (биоскоп)                                                                 |
| 2010.      | Три пљачкаша                                          | (биоскоп) Синеманија                                                      |
| 2010.      | Јона: Легенда о птици без крила                       | (биоскоп) Синеманија                                                      |
| 2010.      | Семијеве авантуре на путу око светa                   | (биоскоп)                                                                 |
| 2010.      | Сендмен и изгубљени песак снова                       | (биоскоп) РТС 2                                                           |
| 2010.      | Мумијеви и потера за црвеним кометом                  | (биоскоп)                                                                 |
| 2010.      | Ози Бу                                                | ( премијера)                                                              |
| 2010.      | Свет океана                                           | (биоскоп)                                                                 |
| 2010.      | Елеонорина тајна                                      | (биоскоп) Синеманија                                                      |
| 2011.      | Брендан и књига тајни                                 | (биоскоп) РТС Полетарац                                                   |
| 2011.      | Животињско царство                                    | (биоскоп) Синеманија                                                      |
| 2011.      | Магично путовање у Африку                             | (биоскоп)                                                                 |
| 2011.      | Штрумпфови                                            | ( премијера) РТС Полетарац РТС 2                                          |
| 2011.      | Тролови                                               | РТВ 1 РТС 2                                                               |
| 2011.      | Мифи                                                  | РТС 2                                                                     |
| 2011.      | Дружина против Живка Жабоједа                         | (биоскоп)                                                                 |
| 2011.      | Лоте и тајна месечевог камена                         | (биоскоп)                                                                 |
| 2011.      | Пингвин Џаспер и путовање на крај света               | (биоскоп)                                                                 |
| 2011.      | Титеф                                                 | (биоскоп) РТС 1                                                           |
| 2012.      | Играчке са тавана                                     | (биоскоп)                                                                 |
| 2012.      | Гумени Тарзан                                         | (биоскоп)                                                                 |
| 2012.      | Пупијева потрага                                      | (биоскоп)                                                                 |
| 2012.      | Марко Макако                                          | (биоскоп) РТС 1                                                           |
| 2012.      | Мусти                                                 | ( премијера)Прва ТВ                                                       |
| 2012.      | Хапети                                                | Прва ТВ                                                                   |
| 2012.      | Семијева велика авантура 2                            | (биоскоп)                                                                 |
| 2012.      | Ронал варварин                                        | (биоскоп)                                                                 |
| 2012.      | Легенда о кунг-фу зеки                                | (биоскоп) РТС Полетарац                                                   |
| 2012.      | Деда Мраз против Снешка Белића                        | (биоскоп)                                                                 |
| 2013.      | Краљ пингвина                                         | (биоскоп)                                                                 |
| 2013.      | Гномео и Јулија                                       | (биоскоп)                                                                 |
| 2013.      | Дан врана                                             | (биоскоп)                                                                 |
| 2013.      | Ото је носорог                                        | (биоскоп)                                                                 |
| 2013.      | Замбезија                                             | (биоскоп)                                                                 |
| 2013.      | Град пријатеља                                        | РТВ 1 Дечија ТВ ТВ Супер Сат                                              |
| 2013.      | Кућа великог мађионичара                              | (биоскоп)                                                                 |
| 2013.      | Тед - изгубљени пустолов                              | (биоскоп)                                                                 |
| 2013.      | Бекство са планете Земље                              | (биоскоп)                                                                 |
| 2013.      | Витез Рђавко                                          | (биоскоп) РТС Полетарац                                                   |
| 2013.      | Господин Месец                                        | (биоскоп) РТС Полетарац                                                   |
| 2013.      | Мала велика панда                                     | (биоскоп) РТС Полетарац                                                   |
| 2013.      | Кумба                                                 | (биоскоп)                                                                 |
| 2013.      | Сесил и Пепо свет животиња                            | Пинк кидс                                                                 |
| 2014.      | Легенда о Сарили                                      | (биоскоп)                                                                 |
| 2014.      | Повратак у Оз                                         | (биоскоп)                                                                 |
| 2014.      | Меда Педингтон                                        | (биоскоп)                                                                 |
| 2014.      | Нуки и пријатељи                                      | Мини Ултра                                                                |
| 2014.      | Тврд орах                                             | (биоскоп)                                                                 |
| 2014.      | Спасавање Деда Мраза                                  | (биоскоп)                                                                 |
| 2014.      | Џастин и храбри витезови                              | (биоскоп)                                                                 |
| 2015.      | Један живот                                           | (биоскоп)                                                                 |
| 2015.      | Зашто (ни)сам појео свог тату                         | (биоскоп) РТС Полетарац                                                   |
| 2015.      | Змајево гнездо Зора Ратника                           | (биоскоп) РТС Полетарац                                                   |
| 2015.      | Смотанко и Трапавко: Невероватна мисија               | (биоскоп)                                                                 |
| 2015.      | Снежна краљица                                        |                                                                           |
| 2015.      | Снежна краљица 2: Снежни краљ                         | Kaзбука                                                                   |
| 2015.      | Кокосаурус мали диносаурус                            | (биоскоп)                                                                 |
| 2015.      | Зозонци (5 сезона)                                    | РТС 2                                                                     |
| 2015.      | Зозонци у земљи ветра                                 | (биоскоп)                                                                 |
| 2016.      | Бамзи и град лопова                                   | (биоскоп)                                                                 |
| 2016.      | Храбри петао                                          | (биоскоп)                                                                 |
| 2017.      | Гавра - мали неваљалац                                | Дечија ТВ РТВ 1                                                           |
| 2017.      | Тилда мали миш                                        | Дечија ТВ РТВ 1                                                           |
| 2018.      | Невероватна прича о џиновској крушки                  | Центар филм                                                               |
| 2018.      | Макс Стил                                             | РТРС Пинк кидс Пинк супер кидс                                            |
| 2018—2019. | Екстремни фудбал                                      | Дечија ТВ РТРС                                                            |
| 2019.      | Лолирок (1 сезона)                                    | Дечија ТВ Тропик ТВ                                                       |
| 2019.      | Зак и Квак (1–2 сезона)                               | Дечија ТВ                                                                 |
| 2019.      | Киви                                                  | РТРС РТВ 1                                                                |
| 2019.      | Плим Плим                                             | РТРС А1 ТВ Пинк супер кидс                                                |
| 2019.      | Боми и Пријатељи                                      | РТРС Пинк супер кидс                                                      |
| 2019.      | Анимиране бајке света                                 | Пинк кидс Пинк супер кидс                                                 |
| 2019—2020. | Гавејн                                                | РТВ 1 РТЦГ РТС Полетарац                                                  |
| 2020.      | Хајди                                                 | Пинк кидс Пинк супер кидс РТС Полетарац                                   |
| 2020.      | Едисонова тајна лабораторија                          | РТС Полетарац                                                             |
| 2020.      | Оли                                                   | РТРС Пинк супер кидс                                                      |
| 2020.      | Пекмен и авантуре са духовима                         | РТРС Пинк супер кидс Пинк кидс                                            |
| 2020.      | Хероји града                                          | Пинк супер кидс РТВ 1                                                     |
| 2020.      | Томас и другари (14–15 сезона)                        | Казбука                                                                   |
| 2020—2021. | Бела и Себастијан                                     | РТЦГ РТС Полетарац                                                        |
| 2021.      | Боби и Бил                                            | Пинк супер кидс Пинк кидс                                                 |
| 2021.      | Вик Викинг                                            | Пинк супер кидс Пинк кидс                                                 |
| 2021.      | К3                                                    | Пинк супер кидс Пинк кидс                                                 |
| 2021.      | Суперчудовишта: Чудовишна парада                      | Тропик ТВ                                                                 |
| 2021.      | Легенда о Ењу                                         | Пинк супер кидс Пинк кидс                                                 |
| 2021.      | Суперчудовишта                                        | Тропик ТВ                                                                 |
| 2022.      | Жизел и зелена екипа                                  | Пинк супер кидс                                                           |
| 2022.      | Петрушкине авантуре                                   | РТС Полетарац                                                             |
| 2022.      | Пустоловине барона Минхаузена                         |                                                                           |
| 2022.      | Истините приче о барону Минхаузену                    |                                                                           |
| 2022.      | Меде медењаци и Рођаци                                | Пинк супер кидс Пинк кидс                                                 |
| 2023.      | Ланфестова мисија                                     | РТВ 1 ТВ Супер Сат                                                        |
| 2024.      | Летилисти                                             | РТВ 1                                                                     |